# Закон Гаюи

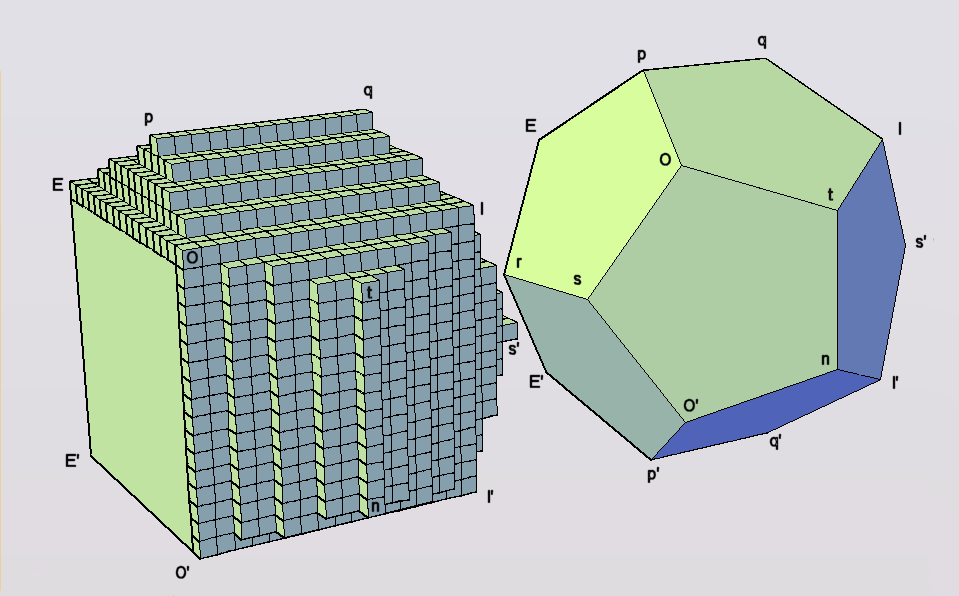
Правильный додекаэдр, построенный из элементов кристаллов первичной формы Рене Гаюи

Зако́н Гаюи́, называемый иногда Законом целых чисел или Законом рациональности параметров — один из основных законов кристаллографии сформулированный в 1784 году Рене Гаюи, французским минералогом и основоположником научной кристаллографии.

## Создание закона
В ходе занятий минералогией Рене Гаюи эмпирически установил, что строение и форма кристалла зависят только от формы и распределения составляющих его частей. При этом он полагал для всех кристаллических веществ существование лишь одной, первичной формы, из которой, как вторичные образования, уже могут быть выведены все остальные. Под первичной формой Гаюи понимал отличающуюся постоянством форму спайности, получающуюся при разрушении кристалла.
Эти соображения легли в основу его закона, ставшего одним из первых количественных законов структуры твердых тел. Его содержание Рене Гаюи опубликовал в статье «Проверка теории кристаллических структур» (фр. Essai d’une théorie sur la structure des crystaux 1784 г.).

## Содержание закона
Закон утверждает, что если в качестве трёх координатных осей выбрать рёбра кристалла, то взаимные наклоны граней кристалла таковы, что отрезки, отсекаемые ими на осях координат, относятся как целые числа. Согласно этому закону, числа, по которым вторичные формы выводятся из основной формы, всегда рациональные и простые, например 2, 3, 5 и т. д.
Хотя закон Гаюи был открыт задолго до установления основных принципов атомно-молекулярной теории строения вещества и только на основании наблюдения внешних форм природных кристаллов, он с успехом даёт возможность аналитического описания внешних форм кристаллов, их симметрии и связи, с внутренним строением.